# Errazurizia benthamii
Errazurizia benthamii là một loài thực vật có hoa trong họ Đậu. Loài này được (Brandegee) I.M.Johnst. miêu tả khoa học đầu tiên.